# ساختمان کاونسیل هاوس
ساختمان کاونسیل هاوس (به انگلیسی: Council House 2) به اختصار ch۲. در استرالیا برای ساختمان‌ها سیستم رده‌بندی به نام ستاره سبز وجود دارد. در استرالیا [شش ستاره سبز] بالاترین رتبه محسوب می‌گردد. استفاده از آبگرمکن‌های خورشیدی و منابع ذخیره آب باران در ساختمان‌ها و استفاده از روش‌های تهویه داخل ساختمان به صورت طبیعی، از نخستین مواردی است که باید رعایت شود. [ساختمان کاونسیل هاوس دو] با [شش ستاره سبز]، با فناوری منحصربه‌فردش برندهٔ جوایز متعددی در زمینه معماری، و معماری پایدار در استرالیا شده‌است. جداسازی زباله‌ها در مبدأ، لزوم اندازه‌گیری دمای داخل، کنترل میزان مصرف برق در طول شبانه روز، و تشویق کارمندان به استفاده از دوچرخه و وسایل حمل و نقل عمومی برای آلوده نکردن محیط زیست، از فعالیت‌های عادی به‌شمار می‌آید. تمام مواد و مصالحی که قرار است در نازک کاری ساختمان‌ها به کار روند دارای شناسنامه سبز هستند و باید نشان دهند این مواد چگونه تهیه شده و بعد از چند سال چگونه به چرخه طبیعت بر می‌گردند، این امر حتی شامل صندلی‌ها هم می‌شود. در غیر این صورت معماران مجاز به استفاده از آن‌ها نیستند. CH۲ یک ساختمان آینده نگر است که می‌تواند راهی را که استرالیا، و البته دنیا به سوی معماری پایدار طی می‌کند، نمایش دهد. کاونسیل هاوس در اگوست ۲۰۰۶ به اتمام رسید. معماری پایدار در تمام جنبه‌های آن و در همه طبقات ساختمان رعایت شده‌است. تأسیسات تصفیه آب‌های زیرزمین، کاربرد مواد تغییر حالت دهنده در سرمایش، پنجره‌های خود کار برای خارج کردن گرما در شب، آفتاب‌گیرهایی که با حرکت خورشید تغییر جهت می‌دهند و حتی ظروف نگهداری گیاهان در نما، همگی نشان از تفکری نو دارند. گرچه بیشتر اصول به کار گرفته شده در این ساختمان جدید نیستند- مانند ذخیره گرما برای ایجاد سرمایش یا استفاده از گیاهان برای کنترل نور ورودی و… - ولی پیش از این در استرالیا سبکی چنین جامع و به هم پیوسته به کار گرفته نشده بود. CH۲ استانداردهای جدیدی به ارمغان آورده که نشان می‌دهد چگونه یک ساختمان می‌تواند استانداردهای مالی، اجتماعی، و زیست‌محیطی را با هم رعایت کند.
CH۲ همانند بوم زیست کرهٔ زمین طراحی شده که مجموعهٔ گسترده‌ای است از اجزای به هم پیوسته. همان گونه که در کره زمین بررسی نقش هر بخش بدون مراجعه به کل غیرممکن است،CH۲ هم از اجزای متعددی تشکیل شده که در کنار هم، برای ساختمان گرما، سرما، برق و آب تولید می‌کنند و در همان حال محیطی هماهنگ با هم می‌آفرینند. به‌طور مثال رنگ‌های تیره گرما را جذب می‌کنند و هوای گرم بالا می‌رود. بر اساس همین خاصیت، نمای شمالی CH۲ ده دریچهٔ تخلیه هوا با رنگ تیره دارد که از خورشید گرما جذب می‌کنند و هوای ماندهٔ داخل را به بالا رانده و از ساختمان بیرون می‌رانند (به علت قرار گرفتن استرالیا در نیمکرهٔ جنوبی، آفتاب در شمال ساختمان حرکت می‌کند). دریچه‌های نمای جنوبی رنگ روشن دارد که هوای تازه را از بام به سمت پایین توزیع می‌کنند. کارکنان این ساختمان می‌توانند جریان هوای تازه را در فضای کاری خود با دریچه‌های تعبیه شده در کف هر طبقه تنظیم کنند. آفتابگیرهای ضلع غربی که از چوب بازیافت شده ساخته شده‌اند، بر نما سایه می‌اندازند. انرژی حاصل از پانل خورشیدی بام، برق مورد نیاز برای حرکت آفتاب‌گیرها را تأمین می‌کنند که با توجه به وضعیت خورشید در آسمان تغییر جهت می‌دهند. این اجزا دست به دست هم می‌دهند تا معیارهای معماری پایدار، محیطی سالم و کنترل شده به وجود آورند. هر روزه در حدود صد هزار لیتر فاضلاب از کانال خیابان کالینز (در مجاورت CH2) گرفته می‌شود. یک کانال فاضلاب شهری معمولاً ۹۵٪ آب در خود دارد که این چیزی نیست جز هدر دادن آب و افزایش بار فاضلاب در شبکه. در CH۲ این فاضلاب وارد تصفیه خانه ساختمان می‌شود که آب را از آن جدا می‌کند و قسمت جامد را به شبکه فاضلاب می‌فرستد. آب استخراج شده با سیستم میکرو فیلتر تصفیه می‌شود که آبی با درجه A را تهیه می‌کند که برای استفاده غیر آشامیدنی مناسب است. بخشی از آب بازیافت شده برای تأمین آب شبکه سرمایش، موتورخانه، سیفون توالت‌ها و سامانهٔ آب فشان اطفای حریق استفاده می‌شود. مابقی در دیگر ساختمان‌های شهرداری، فواره‌ها و تأسیسات شهری استفاده می‌شود. حجم آب قابل ملاحظه‌ای هم با جمع‌آوری آب باران در این ساختمان ذخیره می‌شود.

## باغ‌های عمودی
بخشی از آب بازیافت شده برای آبیاری باغ‌های عمودی به کار می‌روند که در سرتا سر نمای شمالی ساختمان وجود دارند. این باغها برای کمک به سایه افکنی و جلوگیری از نور شدید خورشید و همچنین طراوت بخشیدن به هوای داخل طراحی شده‌اند. گیاهان در گلدان‌های مخصوصی هستند که در بالکن‌های هر طبقه ثابت شده‌اند. پیچکهای بالا رونده را شبکه‌ای ساخته شده از فولاد ضدزنگ نگهداری می‌کنند. پیچک‌های هر طبقه قد می‌کشند و پیچک‌های طبقه بالاتر راه آن‌ها را ادامه می‌دهند.

## برج‌های آب فشان و مخازن سردکننده
در سیستم سرمایش ساختمان، در مقایسه با سیستم گرمایش آن، هزینهٔ بیشتری صرف شده‌است، به این دلیل که فعالیت‌های انسانی و لوازم الکترونیکی داخل ساختمان گرمای قابل ملاحظه‌ای ایجاد می‌کنند. سامانهٔ تولید هوای گرم این ساختمان چنان طراحی شده که از این گرما استفاده کند. در نتیجه بخش عمده انرژی برای سرمایش ساختمان استفاده می‌شود. در CH۲ هوای تازه خارج ساختمان از ارتفاع حدود ۱۷ متری سطح خیابان به داخل آب فشان‌های ضلع شمالی ساختمان هدایت می‌شود. در همان حال که هوا در داخل برج‌ها پایین می‌آید، در اثر تبخیر آب پاشیده شده با دوش، خنک می‌شود. هوای خنک به مغازه‌های طبقه همکف و آب خنک به مخزن مواد تغییر حالت دهنده در زیر زمین رسانده می‌شود. این مخزن سرما را در خود ذخیره می‌کند. آب خنک شده در برج‌ها در مخزن حرکت می‌کند و باعث یخ زدن مواد درون آن می‌شود. جریان آب جداگانه‌ای هم که در صفحات و لوله‌های سردکننده در طبقات در جریان است، از داخل مخزن می‌گذرد و خنک می‌شود.
آب سردی که در صفحات سقفی و لوله‌های جلوی پنجره‌ها جریان می‌یابد، سرمای ملایمی ایجاد می‌کند که با دمای حدود ۱۸ درجه سانتی گراد بر فضای کاری فرود می‌آید. این روش، جایگزین روش سنتی استفاده از فن برای دمیدن هوای سرد بر افراد ساختمان است.

## پنجره‌های خودکار برای تهویه شبانه
این ساختمان شب هنگام با تهویه طبیعی خنک می‌شود. پنجره‌های ضلع شمالی و جنوبی به صورت خودکار باز می‌شوند تا اجازه دهد هوای تازه و خنک وارد اتاق‌ها شود، هوای گرم را خارج کند و در نتیجه ساختمان خنک شود. این فرایند تخلیه شبانه یا تخلیه هوا در شب نامیده می‌شود. حسگرهای باد، باران و دما پنجره‌ها را به صورت خودکار باز و بسته می‌کنند. هوای خارج ساختمان در فرایند تخلیه شبانه، سقف‌های بتنی ۱۸۰ میلی‌متری پیش ساخته را خنک می‌کند و سقف، با توجه به ظرفیت حرارتی بالای بتن، سرمای زیادی را در خود ذخیره می‌کنند، سرمای ذخیره شده در بتن در طول روز به اتاقها پس داده می‌شود و به سرمایش آن‌ها کمک می‌کند و در نتیجه بار برودتی موتورخانه را در تابستان تا ۱۴٪ کاهش می‌دهد.

## برآوردها
برآورد شده‌است که صرفه جویی ناشی از ویژگی زیست‌محیطی CH۲، در مقایسه با ساختمان‌های متداول، بتوانند هزینه‌های اضافی ساخت آن را در ۱۰ سال جبران کند، اگرچه بیشترین ارزش CH۲ در این است که همچون الگویی قابل نسخه برداری است. انتظار می‌رود ۸۵٪ برق کمتر و ۸۷٪ گاز کمتر در مقایسه با ساختمان پنج ستارهٔ ABGR مصرف کند. این بدین معنی است که CH۲ فقط ۱۳ تا ۱۵ درصد از انرژی ای را که ساختمان سابق شهرداری استفاده می‌کرد به کار می‌برد. برآورد می‌شود CH۲ ۶۰٪ کمتر از بهترین ساختمان پنج ستاره، و یک پنجم ساختمان سابق شهرداری ملبورن گازهای آلاینده تولید کند. مجموعهٔ جامع بازرسی بوم زیست شناختی مصالح ساختمان، همه جنبه‌های تولید و حمل آن‌ها را در ارتباط با تأثیر بر محیط و افراد استفاده کنند از ساختمان مورد ارزیابی قرار داده‌است.
با وجود کاهش چشمگیر هزینه‌های ناشی از مصرف انرژی، سود اقتصادی این پروژه بیشتر در افزایش بهره‌وری نیروی انسانی، کاهش غیبت کارمندان و جایگزینی آن‌ها (به خاطر ایجاد محیطی مطبوع و سالم) است که سالانه میلیون‌ها دلار به کارفرمایان ضرر می‌رساند. بررسی‌ها نشان می‌دهند بهینه‌سازی هوای داخل ساختمان در سامانهٔ تهویهٔ پروژه‌ای مانند CH۲ می‌تواند باعث کاهش ۴٫۹ درصدی غیبت کارمندان شود. پیش‌بینی می‌شود این موضوع بتواند باعث ذخیره ۱٫۲ میلیون دلار برای شهر ملبورن شود."